# Chùa Khai Nguyên
Chùa Khai Nguyên hay còn gọi là chùa Xuân La, địa chỉ Tổ 39 Cụm 5A phường Xuân La, quận Tây Hồ, thành phố Hà Nội. Ngày giỗ đại lễ 24 tháng 2 âm lịch hàng năm.

## Lịch sử
Chùa Khai Nguyên thường được gọi là chùa Quán La. Chùa còn có tên là chùa Hang, vì ở đây có một hang cổ. 
Trong chùa còn có tấm biển đề Khai Nguyên tự. Chuông chùa cũng có tên là Khai Nguyên tự chung (Chuông chùa Khai Nguyên).
Theo sách Việt điện u linh của Lý Tế Xuyên thì chùa (quán) được xây dựng vào niên hiệu đời Đường, niên hiệu Khai Nguyên (715). Lúc bấy giờ, đây là nơi hành đạo của nhiều đạo sĩ và thu hút nhiều du khách đến tham quan. Đến năm Thiên Long đời Trần (Trần Dụ Tông 1341 - 1369), thiền sư Văn Thao cho trùng tu quán, rồi dựng lại thành chùa thờ Phật, đặt tên là An Dưỡng Tự. Sau đó, nhà sư đã đi đến nơi khác tu hành nên chùa bị hoang phế. Đến thời Lê, chùa mới được dựng lại với kiến trúc chùa như hiện nay.
Chùa có Tam bảo, nhà Mẫu và nhà bia. Toà Tam bảo hình chuôi vồ có tiền đường và thượng điện. Tiền đường gồm năm gian xây kiểu tường hồi bít đốc. Thượng điện gồm ba gian. Chùa còn lưu trữ được những mảnh chạm khắc cổ có niên đại thế kỉ 19. 
Cách bài trí ở chùa cũng có đặc điểm như các chùa khác, chỉ có khác là có thêm một pho tượng mà người làng vẫn khẳng định là tượng Đường Minh Hoàng (vua nhà Đường - Trung Quốc). Tượng tạc hình một người đàn ông trung niên, mặc áo long bào, đội chiếc mũ thường phục của các vua Đường.
Một điều đáng chú ý và khó giải thích là chùa có một tấm bia công đức có niên đại Thái Đức thứ 11 (1788). Thái Đức là niên hiệu của Nguyễn Nhạc. Thế nhưng, năm 1788, Lê Chiêu Thống vẫn còn trị vì ở Thăng Long.
Chùa đã được Bộ Văn hoá Thông tin (nay là Bộ Văn hoá, Thể thao và Du lịch) xếp hạng di tích kiến trúc, nghệ thuật vào ngày 31/01/1992.